# Mongun-Tajga
Il Mongun-Tajga (in russo Монгун-Тайга?; in tuvano Мөңгүн-Тайга?, "monte d'argento") è un massiccio dei monti Altaj che si trova in Russia, nella parte sud-occidentale della Repubblica di Tuva, nel Mongun-Tajginskij kožuun.

## Descrizione
La parte russa dei monti Altai è considerata parte della Siberia occidentale, ma il Mongun-Taiga (trasferito insieme al nord del bacino dell'Uvs Nuur dalla Mongolia a Tuva) fa parte dal 1944 della Siberia orientale e ne è il monte più alto.
Il massiccio ha un'altezza di 3 976 m s.l.m. ed è circondato da tre fiumi: Mugur (a nord), Šara-Charagaja (a est e sud-est) e Tolajty (a ovest). Ai piedi orientali si trova il lago Chindiktig-Chol' (Хиндиктиг-Холь), con acque limpide, di origine glaciale, che si trova ad un'altitudine di 2 305 m. Il massiccio è composto da scisti cristallini e arenaria, con intrusioni di granito. I ghiacciai hanno una superficie totale di circa 44 km².
Il Mongun-Tajga è inserito in uno dei nove settori della Riserva della biosfera del bacino dell'Uvs Nuur.